# Rumenokljuna patka
Rumenokljuna patka (lat. Netta peposaca) je vrsta patke ronilice koja ima ružičast kljun i rasprostranjena je u Južnoj Americi, gdje je jedna od najčešćih vrsta pataka. Najbrojnija je na području ravnica Pampe i na argentinskim poljoprivrednim površinama. 

## Opis
Ova ptica duga je 53-57 cm, a teška je oko 1 kg. Spolni dimorfizam dosta je izražen.

### Odrasli mužjak
Cijela glava i gornji dio vrata su crne boje, ali jedna strana glave ima tamnoljubičasti sjaj. Perje je crno, s nijansama zelene. Leđa su crna, na njima se nalaze bijele pjegice. Prsa su crna. Rep je crne boje, a dio tijela ispod repa je bijele boje. Pokrov krila je maslinastozelene boje. Očna šarenica je žute, narančaste ili crvene boje, ovisi o godišnjem dobu. Kljun je boje jorgovana, vrh mu je crn. Boja nogu i stopala varira od žute do narančaste. Raspon krila je 228-245 mm, a duljina kljuna je 61-66 mm.  

### Odrasla ženka
Ženka je smeđe boje, leđa su tamnosmeđa. Gornji dio glave jako je taman, što se nijansira u svjetlije tonove, pa je tako brada bijele boje. Prsa su dosta tamnija od trbuha. Dio tijela ispod repa je bijele boje, kao i kod mužjaka. Šarenica je boje lješnjaka. Noge i stopala su blijedonarančaste do sivkaste boje. Raspon krila je 220-240 mm, a kljun je dug 54-59 mm.

## Ponašanje
Rumenokljuna patka jako je društvena ptica. Nalazi se u jatu čak i za vrijeme sezone gniježdenja. Djelomična je selica. Rijetko roni. Od svih ronilica najviše vremena provodi na kopnu. Teško polijeće, ali kad poleti može jako brzo letjeti. Prirodni neprijatelji su joj ptice grabljivice i zvijeri. U divljini hrani se biljnim organima, sjemenkama i travama, a u zoološkom vrtu trgovačkim žitaricama. 

## Razmnožavanje
Udvaranje počinje prije gniježdenja i sastoji se od izražajnih pokreta mužjaka i ženke. 
Gnijezdo je napravljeno u području vegetacije i sastavljeno je od biljnih dijelova. Gniježdenje se događa sredinom svibnja. U gnijezdu nalazi se 10-14 jaja koja inkubiraju 27-29 dana od strane majke. Pačić opernati sa 7-10 tjedana starosti. 

## Vanjske poveznice
|  | Zajednički poslužitelj ima stranicu o temi Netta peposaca    |
|  | Zajednički poslužitelj ima još gradiva o temi Netta peposaca |
|  | Wikivrste imaju podatke o taksonu Netta peposaca             |